# Juniperus gamboana
Juniperus gamboana är en cypressväxtart som beskrevs av Maximino Martinez. Juniperus gamboana ingår i släktet enar, och familjen cypressväxter. IUCN kategoriserar arten globalt som sårbar. Inga underarter finns listade i Catalogue of Life.